# Procédé chlore-alcali
Le procédé chlore-alcali ou électrolyse chlore-alcali est un procédé chimique d'électrosynthèse qui permet de préparer   le dichlore (Cl2), le dihydrogène (H2) et un hydroxyde d'un métal alcalin ou alcalino-terreux. Cette préparation a lieu par électrolyse d'une solution de chlorure de ce métal. 
La première application industrielle de ce procédé a été faite en 1892 pour produire de la soude caustique et du chlore.

## Histoire
Les trois procédés connus à la fin du XIXe siècle pour produire du chlore, de la soude caustique et de la potasse caustique étaient le procédé au diaphragme ou « aux membranes », le procédé en cloche et l’amalgame, ou procédé à cathode de mercure.
Le procédé au diaphragme a été découvert par l'Allemand Breuer en 1885. Ignatz Stroof et les frères Lang créèrent la première exploitation industrielle de ce procédé en 1890 à Francfort-Griesheim  pour produire de la soude caustique et du chlore. En 1898 ils fondaient la société Griesheim-Elektron, avec trois grandes usines en Allemagne : outre Griesheim, celles de Bitterfeld et de Greppin, en Saxe-Anhalt, et plusieurs usines dans d'autres pays d'Europe (Espagne, France et Russie). En France, on adopta une variante du procédé à diaphragme, dit « procédé Outhenin-Chalandre », mais il fallut bientôt interrompre la production.
Comme, outre la soude caustique, le chlore était un des produits de la réaction, les industriels cherchèrent bien vite à trouver des débouchés pour ce gaz encombrant. Au cours de la Première Guerre mondiale, une partie de la production de chlore servit à fabriquer des gaz de combat. Dans les années 1950 et 1960, il fut recyclé dans la production de nouveaux composés chlorés, tantôt toxiques, tantôt non-biodégradables, comme les pyralènes.
Dans les années 1970, en réaction au saturnisme et à la Maladie de Minamata imputés au traitement insuffisant des rebuts du procédé d'amalgamage, le Japon a développé le procédé membranaire, plus moderne.

## Principe
Généralement ce procédé est réalisé avec de la saumure de chlorure de sodium, dans ce cas les produits sont l'hydroxyde de sodium, le dihydrogène et le dichlore. On parle alors plus précisément d'électrolyse chlore-soude. Si du chlorure de calcium ou du chlorure de potassium sont utilisés, les produits seront alors en plus du dihydrogène et du dichlore, de l'hydroxyde de calcium et de l'hydroxyde de potassium respectivement. 
S'il y a mélange, de l'hypochlorite ou du chlorate seront produits selon la température (le chlorate demande une plus haute température). 

Schéma de la membrane cellulaire de base utilisée pour l'électrolyse d'une saumure dans le procédé chlore-alcali. À l'anode (A en rouge vers la gauche), le chlorure (Cl-) est oxydé en chlore. La membrane de sélection ionique (B) permet à l'ion de signe opposé Na+ de diffuser librement vers la droite, tout en bloquant d'autres anions, tel l'hydroxyde (OH-) et le chlorure (Cl-). À la cathode (C), l'eau est réduite en hydroxyde et en gaz d'hydrogène. Le produit net de ces réactions chimiques est l'électrolyse d'une solution aqueuse de NaCl en des produits industriellement utiles, l'hydroxyde de sodium (NaOH), le chlore gazeux et l'hydrogène gazeux.